# Li Xue (Leichtathletin)
Li Xue (* 29. Mai 1992) ist eine chinesische Sprinterin.

## Sportliche Laufbahn
Erstmals trat Li Xue bei den Weltmeisterschaften 2015 in Peking in Erscheinung, bei denen sie mit der chinesischen 4-mal-400-Meter-Staffel mit 3:34,98 min im Vorlauf ausschied. 2019 belegte sie bei den Asienmeisterschaften in Doha mit der Staffel in 3:37,97 min den sechsten Platz.

## Persönliche Bestleistungen
- 400 Meter: 54,30 s, 20. Mai 2016 in Taiyuan
  - 400 Meter (Halle): 55,20 s, 15. März 2015 in Peking